# Antiga Duana (Estrasburg)
L'Antiga Duana (s'Kaafhüs en alsacià) és un edifici del segle xiv ubicat a la Gran Illa d'Estrasburg, el centre històric de la capital alsaciana. L'edifici discorre per la riba esquerra de l'Ill, prop de la plaça Vieux-Marché-aux-Poissons i del museu històric de la ciutat L'estructura va ser classificada com Monument Històric pel govern francès en 1948.

## Història
Va ser construït en l'any 1358 i eixamplat en 1389. L'edifici va ser construït per instigació del gremi de barquers. Situat a la riba de l'Ill, es troba en un lloc conegut abans com a Salzhof -el pati de la sal- on s'emmagatzemaven els productes de la salina de Lorena. Aquesta casa comercial -Kaafhüs- va ser construïda per controlar, gravar i emmagatzemar les mercaderies que transiten pel Rin. Estava encapçalat pel Kaufhausherr escollit entre la gent del poble. Al llarg de l'Edat Mitjana, el comerç fluvial va ser un element essencial en el desenvolupament d'Estrasburg. Les mercaderies en trànsit van ser principalment tabac, vi i peix. El Kaafhüs també va acollir grans fires i va servir de casa de canvi de divises.
L'any 1401, la planta baixa de l'edifici va ser comprada pel carnisser Spanbett que hi tenia una fonda. En 1497 va ser devastat per un incendi durant la fira de Sant Joan. Va ser reconstruït el 1507 gràcies als fons de l'Œuvre Notre-Dame. Va ser ampliat per l'arquitecte municipal Boudhors l'any 1751. Les grues, operades per homes en "gàbies d'esquirol" i que daten del segle xiv, no van desaparèixer fins al segle xviii. Una darrera ampliació es va fer l'any 1781.
L'edifici va prendre el nom d'antiga duana l'any 1803 quan deixa de prestar aquest servei. Aleshores va ser utilitzat com a mercat del vi fins al 1842. S'hi va instal·lar una botiga de tabac de fulla el 1853. El 1897 es va convertir en la llotja del peix de la ciutat.
L'11 d'agost de 1944 els bombardejos dels Aliats van danyar seriosament l'edifici, el qual va estar en estat de ruïna durant dues dècades. Es va plantejar la construcció d'un aparcament o la construcció d'un edifici modern al lloc. L'antiga duana va ser finalment reconstruïda per l'arquitecte de la ciutat Robert Will entre 1962 i 1965, segons els plànols originals medievals, amb un estil molt lleugerament refinat. La restauració va ser inaugurada el 4 d'abril de 1966. La part central acull des d'eixe moment un restaurant tradicional, que es va incendiar en 2000 i reobert l'any següent. Fins a l'any 1998, la part est estava ocupada pel Museu d'Art Modern i Contemporani. Des del 2014 també allotja un mercat cobert de productes locals.